# Österreichreise der Deutschlandriege 1938

Deutsche-Turnerschaft-Fahne mit Turnerkreuz

Die Österreichreise der Deutschlandriege 1938 war eine Propagandaveranstaltung der Deutschen Turnerschaft. Sie fand Ende März/Anfang April 1938 im Kontext des Anschlusses Österreichs an das Deutsche Reich statt.

## Geschichte
Die Nationalmannschaft mit den 36 besten Geräteturnern wurde in zwei sportlich gleichwertige Gruppen (Riege A unter Martin Schneider, und Riege B unter Hermann Ohnesorge) geteilt.

### Riege A
- Walter Steffens – Lüdenscheid
- Reinhold Stutte – Eichen, Krs. Siegen
- Heinz Sandrock – Langenfeld/Rheinland
- Georg Sich – Düsseldorf
- Fritz Frisch – Eichen, Krs. Siegen
- Alexander Kribic – Harburg-Wilhelmsburg
- Willi Stadel – Berlin
- Alfred Müller – Leuna
- Arthur Kleine – Bad Dürrenberg
- Kurt Haustein – Leipzig
- Kurt Neubert – Thalheim
- Fritz Limburg – Ruhla
- Kurt Domke – Kassel
- Kurt Rödel – Greiz
- Franz Beyer – Kassel
- Karl Stadel – Wünsdorf
- Fritz Rabenstein – Wünsdorf

### Riege B
- Franz Beckert – Neustadt im Schwarzwald
- Hans Pludra – Villingen
- Gustav Schmelcher – München
- Max Walter – Sulzbach
- Eugen Göggel – Stuttgart
- Richard Reuther – Oppau
- Leo Isele – Darmstadt
- Rudolf Lüttinger – Ludwigshafen am Rhein
- Matthias Volz – Schwabach
- Ernst Roser – Lörrach
- Karl Weischedel – Stuttgart
- Franz Kindermann – München
- Martin Geistbeck – München
- Josef Renner – Geislingen
- Konrad Frey – Bad Kreuznach
- Emil Hlinetzky – Frankfurt am Main
- Philipp Delle – Mainz/Kastel
- Innozenz Stangl – München[1]

### Ablauf der Reise
Turnvorführungen jeweils einer der beiden Riegen fanden im Wiener Großen Konzerthaussaal und im Musikvereinssaal, in Leoben, Graz, Klagenfurt, Villach, Salzburg, Innsbruck, Linz, Wels und Bludenz statt. Der Reichssportführer Hans von Tschammer und Osten hielt dabei an österreichische Sportler gerichtete Reden. In Zeitungsberichten hieß es, dass die deutschen Sportler so „mithelfen, den 10. April (gemeint war: die Volksabstimmung über den Anschluss Österreichs) zu einem vollen Erfolg werden zu lassen.“